# Powervalve
Een powervalve is een draaiende klep, aangedreven door centrifugaalgewichten, elektrisch of zoals bij RAVE (Rotax) zelfs pneumatisch, die de hoogte van het uitlaatkanaal van een tweetaktmotor aanpast aan het toerental, waardoor de bruikbare powerband groter wordt.
Voorbeelden bij motorfietsen:
- AEC (Suzuki)
- ATAC (Honda)
- CTS (Cagiva)
- KIPS (Kawasaki), Kawasaki Integrated Powervalve System, geïntroduceerd op de KX 125- en KX 250-crossers van 1985, vanaf 1986 ook op de 500cc-crossmotoren
- YPVS (Yamaha)
- S.E.E.S.* staat voor: Slide Engaged Exhaust System. Dit is een powervalve van Maico-motorfietsen met een schuif in plaats van een wals, geïntroduceerd op de Maico GM 250 crosser in 1986. De schuif werd niet bediend, maar schoof automatisch door drukverschillen omhoog en omlaag.

In de loop der jaren kregen vrijwel alle sportieve tweetakten een of andere vorm van powervalve. De eerste was de YPVS (1977). Ook wel uitlaatwals genoemd.